# IObit Driver Booster
 IObit Driver Booster  — программа для обновления устаревших драйверов. Эту программу используют для сканирования и определения устаревших драйверов в автоматическом режиме. Также с помощью этой программы возможна загрузка и установка обновлений в один клик мышки, что существенно экономит время пользователя.  Driver Booster был  разработан для настройки драйверов, чтобы улучшить производительность компьютера, в том числе в играх. Кроме того, эту программу используют как один из инструментов защиты персонального компьютера от сбоев оборудования, конфликтов и сбоев системы.

## Принцип работы
После установки IObit Driver Booster автоматически выполняет сканирование системы на наличие драйверов и сравнивает их с собственной онлайн-базой данных драйверов. Сканирование запускается автоматически через 5 секунд после установки, без дополнительных действий со стороны пользователя. Устаревшие драйверы соответствующим образом отмечаются, и им присваивается одна из меток рейтинга: Bad (плохой), Worse (худший) или Worst (наихудший). Ссылка More Info (больше информации) выводит дополнительные сведения о типе драйвера и том, как его обновление поможет повысить производительность.

## Функции
- Обновление драйверов
- Возможность пакетного обновления драйверов
- Поддержка работы с игровыми драйверами (IObit Driver Booster специально разработан для настройки драйверов для лучшей производительности в играх)
- Обширная база данных драйверов, хранящаяся в режиме онлайн
- Автоматическая проверка обновлений и обновление устаревших драйверов в один клик
- Функция управления периодичностью автоматических проверок на наличие новых драйверов
- Дополнительно: дефрагментация диска, удаление временных файлов, чистка системного реестра, вспомогательные инструменты для исправления ошибок системы[2]